# Општина Добретићи
Добретићи су једна од најмлађих и најмањих општина у Босни и Херцеговини. Припада ентитету Федерација Босне и Херцеговине и Средњобосанском кантону. Сједиште општине је у истоименом селу, које се прије рата звало Добратићи.

## Географија
Данашња општина обухвата 18 католичких села на планини Ранчи, у средњој Босни, 20-ак километара сјевероисточно од града Јајца. Ово је планински крај познат под именом Поугарје, назван по реци Угар, која извире на Влашићу и протиче уз сјевероисточни руб обронка Ранче, што представља уједно и ентитетску границу. Поугарје је до рата припадало Општини Скендер Вакуф (данашње Кнежево), а потом за кратко вријеме припојено општини Јајце, да би се осамосталило и данас представља посебно административно подручје — Општину Добратићи.
Поугарје је пре избијања грађанског рата у Босни и Херцеговини имало близу 5 хиљада становника у 18 села, а данас их је укупно пар стотина, углавном старије доби и баве се искључиво сточарством. Влашићки сир је био најпознатији производ поугарских сточара.

## Становништво
Општина је настала од 4 мјесне заједнице општине Скендер Вакуф (данашње Кнежево). То су: Добретићи, Давидовићи, Кричићи и Мелина.
По посљедњем службеном попису становништва из 1991. године, на подручју данашње Општине Добретићи живјело је 4.790 становника.
| Националност       | 1991.          |
| Хрвати             | 4.720 (98,53%) |
| Југословени        | 19 (0,39%)     |
| Срби               | 6 (0,12%)      |
| Муслимани          | 3 (0,06%)      |
| остали и непознато | 42 (0,90%)     |

### Национални састав 2013. (коначни резултатиБХАС)
| Етнички састав према попису из 2013.‍ | Етнички састав према попису из 2013.‍ | Етнички састав према попису из 2013.‍ | Етнички састав према попису из 2013.‍ | Етнички састав према попису из 2013.‍ |
| ------------------------------------ | ------------------------------------ | ------------------------------------ | ------------------------------------ | ------------------------------------ |
|                                      |                                      |                                      |                                      |                                      |
| Хрвати                               | Хрвати                               |                                      | 1.626                                | 99,82%                               |
| Срби                                 | Срби                                 |                                      | 1                                    | 0,06%                                |
| остали и непознато                   | остали и непознато                   |                                      | 2                                    | 0,12%                                |
| укупно: 1.629                        |                                      |                                      |                                      |                                      |